# Paragem de Balancho
A Paragem de Balancho foi uma gare ferroviária no Ramal de Reguengos, que servia a zona de Balancho, no concelho de Redondo, em Portugal.

## História
O Ramal de Reguengos foi inaugurado no dia 6 de Abril de 1927, pela Administração Geral dos Caminhos de Ferro do Estado. Em 11 de Maio desse ano, os Caminhos de Ferro do Estado foram integrados na Companhia dos Caminhos de Ferro Portugueses.
Um despacho de 12 de Dezembro de 1950, emitido pela Direcção - Geral de Caminhos de Ferro, aprovou os projectos da Companhia dos Caminhos de Ferro Portugueses de aditamento aos quadros de via normal, relativos à atribuição de distâncias próprias a vários apeadeiros, incluindo o de Balancho. Um Despacho de 31 de Março de 1951 da Direcção - Geral de Caminhos de Ferro, publicado no Diário do Governo n.º 74, III Série, de 31 de Março de 1951, aprovou um novo projecto da Companhia dos Caminhos de Ferro Portugueses para aditamento aos quadros de distâncias quilométricas de aplicação nas linhas e ramais do Sul e Sueste, que atribuiu distâncias próprias aos apeadeiros de Balancho e Caridade.